# Gente di mare
Gente di mare (Nederlands: Mensen van de zee) is een nummer uit 1987 van het Italiaanse gelegenheidsduo Tozzi & Raf (bestaande uit Umberto Tozzi en Raffaele Riefoli). De tekst werd geschreven door het tweetal zelf, de compositie en de productie zijn van de hand van Giancarlo Bigazzi.
Het lied was de Italiaanse inzending op het Eurovisiesongfestival van 1987 en behaalde daarbij de derde plaats.

## Achtergrond

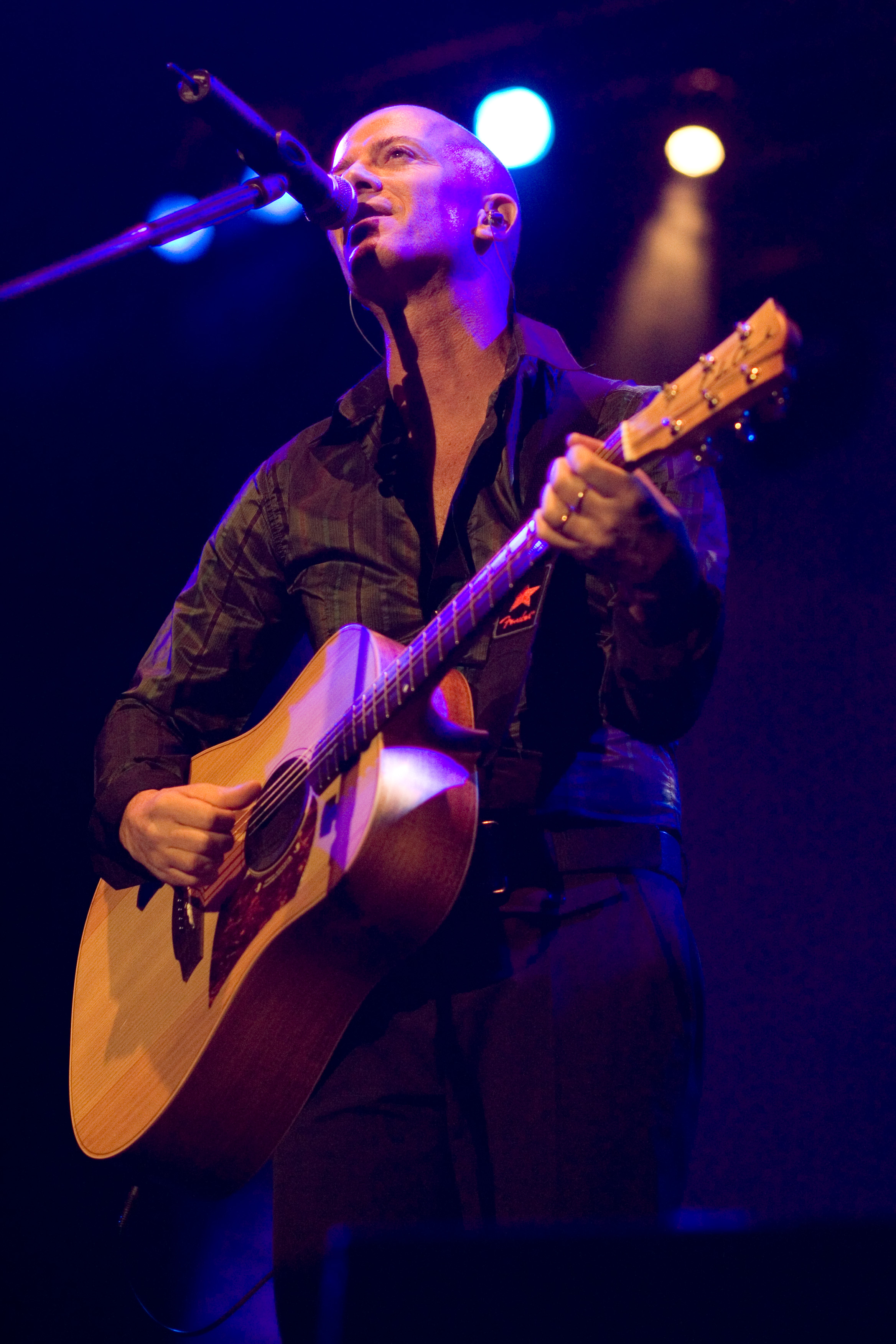
Raffaele Riefoli (in 2006)

In 1987 deed Umberto Tozzi, samen met Gianni Morandi en Enrico Ruggeri, mee aan het prestigieuze Festival van San Remo. Met het nummer Si può dare di più wist het trio andere gerenommeerde artiesten als Toto Cutugno en Al Bano en Romina Power te verslaan en de wedstrijd te winnen. In deze jaren was het niet gebruikelijk dat het winnende lied van San Remo automatisch naar het Eurovisiesongfestival werd gestuurd, maar Tozzi werd uiteindelijk wel intern aangewezen om Italië op dit Europese podium te vertegenwoordigen. Samen met Raffaele Riefoli (Raf) en Giancarlo Bigazzi, hetzelfde team waarmee hij het winnende San Remo-nummer had geschreven, maakte Tozzi een nieuw lied dat de Italiaanse inzending moest worden: Gente di mare, een ballad. De Italiaanse tekst ervan werd een poëtische omschrijving van het contrast tussen mensen van de stad en mensen van de zee. Het nummer zou worden uitgevoerd als een duet tussen Tozzi en Raf.

## Eurovisiesongfestival 1987
Zowel Tozzi als Raf waren voor het Europese publiek niet onbekend. Beiden waren internationaal al zeer succesvol geweest: Tozzi met nummers als Ti amo (1978) en Gloria (1979) en Raf met Self control (1984). Op het Eurovisiesongfestival van 1987, dat op 9 mei werd gehouden in het Eeuwfeestpaleis in Brussel, waren Tozzi en Raf als zevende van 22 deelnemers aan de beurt. Tijdens het optreden vielen de twee op door hun nonchalante vrijetijdskleding. Behalve het orkest speelden op de achtergrond een tamboerijnspeler, twee gitaristen en een keyboardspeler mee.
Bij de puntentelling ontving Gente di mare van vijf landen het maximumaantal van 12 punten. Eveneens vijf landen (Nederland, Frankrijk, Noorwegen, Denemarken en Griekenland) hadden er echter geen enkel punt voor over, waardoor de overwinning voor de Italianen uit het zicht verdween. De totale puntenscore van 103 was uiteindelijk goed voor de derde plaats, het beste Italiaanse resultaat in twaalf jaar tijd. De achterstand op het Duitse Lass die Sonne in dein Herz van Wind (tweede) en het winnende Ierland (Hold me now van Johnny Logan) bedroeg tientallen punten, maar in de jaren hierna groeide Gente di mare desondanks uit tot een songfestivalklassieker.

## Hitlijsten
Gente di mare werd in verschillende Europese landen een grote hit. In Italië zelf had de single met een derde plaats in de hitparade het meeste succes, maar ook in Vlaanderen (vijfde plaats), Zweden (zesde plaats), Zwitserland (zevende plaats) en Oostenrijk (achtste plaats) bereikte het nummer de top 10. In de Nederlandse hitlijsten was de score wat meer bescheiden en bleef Gente di mare in de middenmoot steken.

### Nederlandse Top 40
| Positie: | 35 | 28 | 24 | 20 | 21 | 21 | 34 | uit |

### VlaamseUltratop 50
| Positie: | 13 | 9 | 6 | 6 | 5 | 5 | 5 | 11 | 18 | 22 | 35 | uit |

### NPO Radio 2 Top 2000
| Nummer met noteringen in de NPO Radio 2 Top 2000 | '99  | '00 | '01  | '02  | '03  | '04  | '05 | '06  |
| ------------------------------------------------ | ---- | --- | ---- | ---- | ---- | ---- | --- | ---- |
| Gente di mare                                    | 1278 | -   | 1866 | 1818 | 1924 | 1927 | -   | 1982 |

1. ↑  Een '-' betekent dat het nummer niet was genoteerd en een vetgedrukt getal geeft de hoogste notering aan.
2. ↑  Deze tabel is bijgewerkt tot en met de laatste editie (2024).

## Covers
Door de jaren heen werd Gente di mare door verschillende artiesten gecoverd. Zo werd het in het Italiaans uitgevoerd door onder anderen Ricchi e Poveri (1992), Nino de Angelo (2004), Bino (met Mike Pidone, 2008), Al Bano (met Umberto Tozzi, 2010), Thiago Arancam (2014) en The Italian Tenors (2014). In 1987 namen Lasse Holm en Arja Saijonmaa een Zweedstalige versie van het nummer op onder de titel Hjältar från havet.
In 1989 zongen Henk Spaan en Harry Vermeegen een Nederlandstalige parodie van Gente di mare in hun televisieprogramma Verona, getiteld Ach laat maar waaien. In 1994 kreeg het nummer nogmaals een Nederlandse tekst, geschreven door John Ewbank met de titel Alles kwijt. Marco Borsato nam dit vervolgens op voor zijn album Marco. Dezelfde versie, maar met een andere titel (Dit was je leven), werd in 2015 uitgebracht door Sasha & Davy. Overige Nederlandstalige bewerkingen zijn Geef ons de vrede van Frank Galan (2012) en Gente di mare van Garry Hagger en Pino Baresi (2014).